# Demitrius Conger
Demitrius Conger (New York, 29 maggio 1990) è un cestista statunitense.

## Palmarès
- Campionato belga: 1

Ostenda: 2021-22
- Supercoppa del Belgio: 1

Anversa: 2016